# Український Студентський Союз у Львові

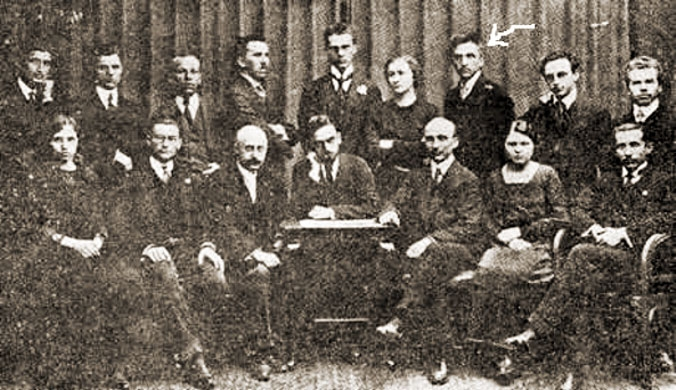
Головна Рада Студентського Союзу. 1-й ряд зліва: Дарія Білинська-Навроцька, Василь Косаренко-Косаревич, А. Павлусевич, Осип Когут, М. Жила, Марія Твердохліб, Євген Коновалець; 2-й ряд: Степан Індишевський, нерозпізнаний, Іван Бабій, Юрій Полянський, В. Котецький, Олена Степанів, Роман Дашкевич, Петро Дідушок, Юліян Охримович. 1912.

Український Студентський Союз у Львові — консолідуюча українська молодіжна організація в Східній Галичині в 1909—1914 та 1920—1924 рр. Найвідомішим лідером цієї організації слід вважати Євгена Коновальця.

## Історія організації
УСС у Львові як організація була створена внаслідок проведення I-го всеукраїнського студентського з’їзду (конгресу), який відбувся у Львові 11–14 липня 1909 року. З’їзд зібрав близько 500 учасників, серед яких було 12 делегатів із підросійської України. Робота з’їзду розпочалася 11 липня в залі єврейського товариства «Jad Charusim», а 12–14 липня продовжилася у залі львівської філії товариства «Сокіл». Основним завданням з’їзду було об’єднання української студентської молоді, формування спільного бачення та координації діяльності в культурно-освітній і національно-громадській сферах.
Офіційно організація була зареєстрована 15 вересня 1909 року Міністерством внутрішніх справ Австро-Угорської монархії, яке затвердило статут УСС. Додатковий дозвіл на діяльність був виданий Галицьким намісництвом у Львові у вигляді окремого рескрипту від 24 вересня 1909 року.
Найвідомішою суспільно-політичною акцією організації був студентський страйк 1 липня 1910 року, де у стінах Львівського університету загинув провідний активіст УСС, студент-правник Адам Коцко. Арештований 101 студент згодом був засуджений на однойменному процесі в 1911 році у Львові. 
Серед найвідоміших засуджених у процесі 101 активістів УСС були Дмитро Вітовський, Лесь Курбас, Василь Порайко, Осип Букшований і ін.
Від середини 1911 року Український Студентський Союз розпочав створення повітових та міських філій для поширення своїх ідей серед широких мас населення Східної Галичини. 
Найактивнішими осередками організації стали секції у Львові (зокрема, 2-га та 4-та секції, які відзначалися своєю енергійною діяльністю), Перемишлі, Рогатині, Стрию, Снятині, Ярославі, Тернополі, Товстому, Станиславові та інших містах. Ці осередки відіграли ключову роль у розвитку організації та реалізації її культурно-освітніх і громадських ініціатив.
У 1920 році Український студентський союз відновив свою діяльність. 1 травня 1921 року президія організації звернулася із закликом до українських студентів, які навчалися у польських вищих навчальних закладах, підтримати ідею створення Українського університету у Львові. У своєму зверненні союз також закликав до бойкоту навчання в польських університетах як форми протесту проти дискримінаційної політики щодо українців. Однією з секцій, яка підтримала заклики президії була Снятинська секція УСС.
За час свого існування УСС став важливим осередком об’єднання українського студентства, що сприяло активізації громадського життя української молоді та розвитку національної свідомості в Східній Галичині.